# Roland Kökény
Roland Kökény (Miskolc, 24 de octubre de 1975) es un deportista húngaro que compite en piragüismo en la modalidad de aguas tranquilas.
Participó en tres Juegos Olímpicos, entre las ediciones de los años 2000 y 2012, obteniendo una medalla de oro en Londres 2012 en la prueba de K2 1000 m. Ganó 5 medallas en el Campeonato Mundial de Piragüismo entre los años 2001 y 2013, y 9 medallas en el Campeonato Europeo de Piragüismo entre los años 2002 y 2012.

## Palmarés internacional
| Juegos Olímpicos   | Juegos Olímpicos             | Juegos Olímpicos  | Juegos Olímpicos |
| Año                | Lugar                        | Medalla           | Competición      |
| ------------------ | ---------------------------- | ----------------- | ---------------- |
| 2012               | Londres (Reino Unido)        | Medalla de oro    | K2 1000 m        |
| Campeonato Mundial |                              |                   |                  |
| Año                | Lugar                        | Medalla           | Competición      |
| 2001               | Poznań (Polonia)             | Medalla de plata  | K4 1000 m        |
| 2003               | Gainesville (Estados Unidos) | Medalla de plata  | K4 1000 m        |
| 2005               | Zagreb (Croacia)             | Medalla de oro    | K2 1000 m        |
| 2006               | Szeged (Hungría)             | Medalla de oro    | K4 1000 m        |
| 2013               | Duisburgo (Alemania)         | Medalla de bronce | K2 1000 m        |
| Campeonato Europeo |                              |                   |                  |
| Año                | Lugar                        | Medalla           | Competición      |
| 2002               | Szeged (Hungría)             | Medalla de plata  | K4 500 m         |
| 2002               | Szeged (Hungría)             | Medalla de plata  | K4 1000 m        |
| 2004               | Poznań (Polonia)             | Medalla de oro    | K4 500 m         |
| 2005               | Poznań (Polonia)             | Medalla de plata  | K2 1000 m        |
| 2007               | Pontevedra (España)          | Medalla de plata  | K4 1000 m        |
| 2009               | Brandeburgo (Alemania)       | Medalla de plata  | K2 1000 m        |
| 2010               | Corvera (España)             | Medalla de plata  | K4 1000 m        |
| 2011               | Belgrado (Serbia)            | Medalla de bronce | K2 1000 m        |
| 2012               | Zagreb (Croacia)             | Medalla de oro    | K2 1000 m        |